# آنتيك (مقاطعة)
آنتيك (بالإنجليزية: Antique province)) هي مقاطعة تقع في الفلبين في بيسايا الغربية. يقدر عدد سكانها بـ 546,031 نسمة ومساحتها 2,729.17 كم2 .